# 台山石塔
台山石塔，是位于中国福建省福州市闽清县梅城镇台山公园的一个清代古建筑，1981年入选第一批闽清县文物保护单位。
台山石塔是闽清县的重要地标之一，始建于唐朝，具体年代无考，嘉靖二十五年（1546年）重建，空心花崗岩材质，共7层，高10米，第1层约高2米，以上6层塔的层高随高度上升而减少，塔檐斗拱翅角。塔下原有柱流亭，现已圮毁。